# Ryan Shotton
Ryan Colin Shotton (Fenton, 30 settembre 1988) è un calciatore inglese, difensore dell'Hanley Town.
Insieme a Jonathan Walters, Kenwyne Jones, Dean Whitehead, Robert Huth, è primatista di presenze (10) con la maglia dello Stoke City nelle competizioni calcistiche europee.